# 佩皮尼昂
佩皮尼昂（法語：Perpignan，發音：[pɛʁpiɲɑ̃] ⓘ，發音：[pəɾpi'ɲa]），法国南部城市，奥克西塔尼大区东比利牛斯省的一个市镇，也是该省的省会和人口最多的城市，是这一地区的政治文化中心，其市镇面积为68.07平方公里，2022年1月1日时人口数量为120,996人，在法国城市中排名第30位，在奥克西塔尼大区内排名第四，仅次于图卢兹、蒙彼利埃和尼姆。
佩皮尼昂位于东比利牛斯省东部，地中海与科比耶尔山过渡地区，是法国大陆最南端的省会，由加泰罗尼亚沿地中海北上进入法国的第一座重要城市。佩皮尼昂历史悠久，先后为鲁西永伯国、马略卡王国、鲁西永行省的首府，现为法国南部的一个区域性的工商业和科教中心，并因其较为温暖的气候而聚集了大批外来人口。

## 地名来源
“佩皮尼昂”一名来源于古罗马政治人物马库斯·佩尔佩纳·韦延托，其拉丁语形式于公元927年被记载。

## 历史

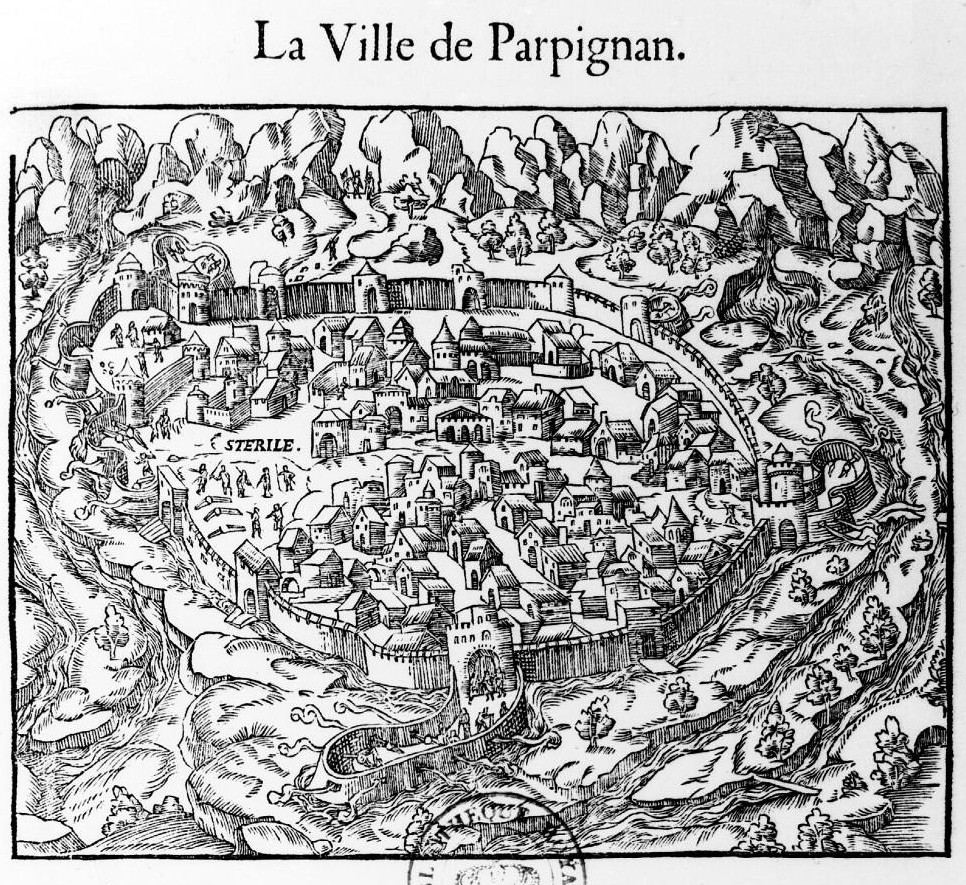
中世纪末的佩皮尼昂手绘地图

佩皮尼昂自罗马帝国时代就有人定居，但直到约10世纪初才开始建城。此后不久，佩皮尼昂成为鲁西永地区的首府。1172年，鲁西永吉拉尔二世伯爵将土地遗赠给巴塞罗那伯爵。1197年，佩皮尼昂获得部分自治权利。1258年，根据《科尔贝伊条约》，路易九世开始对佩皮尼昂进行封建统治。
1276年，阿拉贡国王、巴塞罗那伯爵海梅一世建立了马略卡王国，佩皮尼昂成为其大陆领土的首都。随后的几十年，被认为是佩皮尼昂历史上的黄金期，是制衣、制皮、打金及其它奢侈品制造的中心。1285年，腓力三世在征战阿拉贡王国失败后的回国途中在佩皮尼昂逝世。
1344年，佩德罗四世再次将马略卡王国和佩皮尼昂一同成为巴塞罗那国的一部分。几年后，由于黑死病传染，其近一半人口死亡。1463年，佩皮尼昂被路易十一攻占。1473年，佩皮尼昂发生反抗法国统治的起义，但最终被镇压。1493年，为了解决后顾之犹、能放手攻打意大利，查理八世将佩皮尼昂归还斐迪南二世。
1642年9月，在三十年战争中，佩皮尼昂再次被法国人占领。十七年后，根据《比利牛斯和约》，西班牙正式放弃佩皮尼昂。佩皮尼昂成为法兰西王国鲁西永行省的首府，城墙得到了加固。法国大革命后，佩皮尼昂成为东比利牛斯省的省会，而“鲁西永”一名则在1982至2015年的“朗格多克-鲁西永大区”一名中再次出现。

## 地理

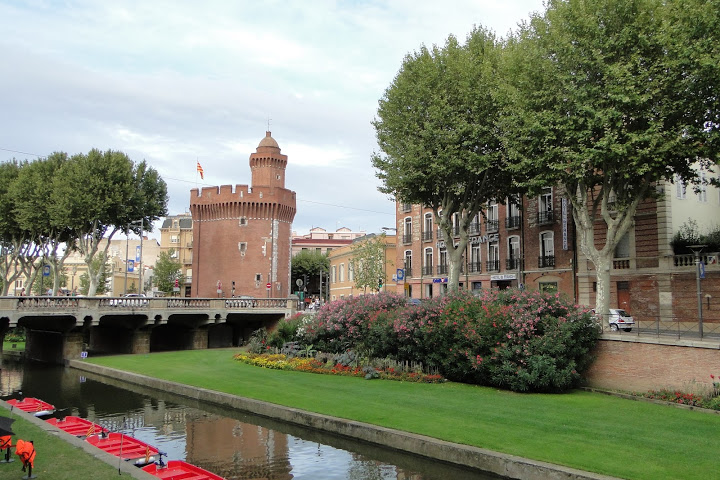
鸟瞰佩皮尼昂老城区

佩皮尼昂位于法国南部，奥克西塔尼大区的南部和东比利牛斯省的东部。

### 地形
佩皮尼昂位于科比耶尔山脉与地中海之间的过渡地带，市区地势平坦，海拔在8至100米之间。

### 地质
佩皮尼昂附近地表多为现代沉积物，同时也适宜大部分农作物生长。

### 水文
泰特河自西向东流经佩皮尼昂市区北部，独立流入地中海，平均宽度超过70米，其右岸支流巴斯河则流经佩皮尼昂市中心。

### 植被
佩皮尼昂属于亚热带常绿硬叶林，市区内的绿地公园主要分布在河流附近及东部郊区。

### 气候
佩皮尼昂在柯本气候分类法中属于地中海气候，夏季炎热干燥，冬季温和湿润，降水分布均匀。
佩皮尼昂市区北部的里沃萨尔特设有气象站，以下为该气象站的数据：
| 佩皮尼昂-里沃萨尔特气象数据 | 佩皮尼昂-里沃萨尔特气象数据 | 佩皮尼昂-里沃萨尔特气象数据 | 佩皮尼昂-里沃萨尔特气象数据 | 佩皮尼昂-里沃萨尔特气象数据 | 佩皮尼昂-里沃萨尔特气象数据 | 佩皮尼昂-里沃萨尔特气象数据 | 佩皮尼昂-里沃萨尔特气象数据 | 佩皮尼昂-里沃萨尔特气象数据 | 佩皮尼昂-里沃萨尔特气象数据 | 佩皮尼昂-里沃萨尔特气象数据 | 佩皮尼昂-里沃萨尔特气象数据 | 佩皮尼昂-里沃萨尔特气象数据 | 佩皮尼昂-里沃萨尔特气象数据 |
| 月份                        | 1月                         | 2月                         | 3月                         | 4月                         | 5月                         | 6月                         | 7月                         | 8月                         | 9月                         | 10月                        | 11月                        | 12月                        | 全年                        |
| --------------------------- | --------------------------- | --------------------------- | --------------------------- | --------------------------- | --------------------------- | --------------------------- | --------------------------- | --------------------------- | --------------------------- | --------------------------- | --------------------------- | --------------------------- | --------------------------- |
| 历史最高温 °C（°F）         | 25 (77)                     | 27.1 (80.8)                 | 28 (82)                     | 32.4 (90.3)                 | 34.6 (94.3)                 | 42.4 (108.3)                | 40.5 (104.9)                | 39.2 (102.6)                | 36.8 (98.2)                 | 34.2 (93.6)                 | 28.1 (82.6)                 | 26.7 (80.1)                 | 42.4 (108.3)                |
| 平均高温 °C（°F）           | 12.4 (54.3)                 | 13.2 (55.8)                 | 16.0 (60.8)                 | 18.2 (64.8)                 | 21.8 (71.2)                 | 26.2 (79.2)                 | 29.2 (84.6)                 | 28.9 (84.0)                 | 25.4 (77.7)                 | 21.0 (69.8)                 | 15.9 (60.6)                 | 13.1 (55.6)                 | 20.1 (68.2)                 |
| 日均气温 °C（°F）           | 8.4 (47.1)                  | 9.0 (48.2)                  | 11.7 (53.1)                 | 13.8 (56.8)                 | 17.3 (63.1)                 | 21.5 (70.7)                 | 24.3 (75.7)                 | 24.1 (75.4)                 | 20.7 (69.3)                 | 16.8 (62.2)                 | 12.0 (53.6)                 | 9.1 (48.4)                  | 15.7 (60.3)                 |
| 平均低温 °C（°F）           | 4.4 (39.9)                  | 4.9 (40.8)                  | 7.4 (45.3)                  | 9.4 (48.9)                  | 12.9 (55.2)                 | 16.8 (62.2)                 | 19.4 (66.9)                 | 19.3 (66.7)                 | 16 (61)                     | 12.6 (54.7)                 | 8.1 (46.6)                  | 5.1 (41.2)                  | 11.4 (52.5)                 |
| 历史最低温 °C（°F）         | −8.2 (17.2)                 | −11 (12)                    | −5.9 (21.4)                 | −1.6 (29.1)                 | 2.4 (36.3)                  | 7.4 (45.3)                  | 10.7 (51.3)                 | 9.1 (48.4)                  | 5 (41)                      | 0.2 (32.4)                  | −5.7 (21.7)                 | −6.3 (20.7)                 | −11 (12)                    |
| 平均降水量 mm（）           | 65.4 (2.57)                 | 50.4 (1.98)                 | 40.3 (1.59)                 | 58.5 (2.30)                 | 47.3 (1.86)                 | 25 (1.0)                    | 12.2 (0.48)                 | 25.8 (1.02)                 | 38.2 (1.50)                 | 75.9 (2.99)                 | 59.2 (2.33)                 | 59.4 (2.34)                 | 557.6 (21.96)               |
| 月均日照時數                | 141.2                       | 160.8                       | 209.6                       | 218                         | 235.8                       | 268.9                       | 298.2                       | 267.4                       | 222.2                       | 167.6                       | 149.2                       | 126.1                       | 2,465                       |
| 来源：Infoclimat            |                             |                             |                             |                             |                             |                             |                             |                             |                             |                             |                             |                             |                             |

## 行政区划
佩皮尼昂是法国奥克西塔尼大区东比利牛斯省的一个市镇，编号为66136，它也是东比利牛斯省的省会。佩皮尼昂下辖佩皮尼昂区，管理佩皮尼昂第一县、第二县、第三县、第四县、第五县和第六县，同时也是佩皮尼昂地中海城市公共社区的办公驻地。
法国国家统计与经济研究所（简称）在进行数据统计时，将佩皮尼昂及相邻的另外14个市镇设为佩皮尼昂城市核心区，并将包括核心区在内的周边共66个市镇划为佩皮尼昂城市区。自2020年起，佩皮尼昂城市区被包含118个市镇的佩皮尼昂城市辐射区代替。此外，还将佩皮尼昂市镇分为了47个“块区”（IRIS），以便于统计人口分布情况。

## 交通

### 公路
法国国家A9号从佩皮尼昂市区西部过境，并设有多个出入口连接市区。此外，法国国道N116线和多条东比利牛斯省省道在佩皮尼昂交汇。
奥克西塔尼大区下属的城际客运线路系统包含多条连接佩皮尼昂和周边主要市镇的常规或学生巴士线路。
2017年，59.6%的佩皮尼昂家庭拥有至少一辆的私人汽车。2018年，佩皮尼昂境内共发生各类交通事故222起，造成4人遇难，271人受伤。

### 铁路

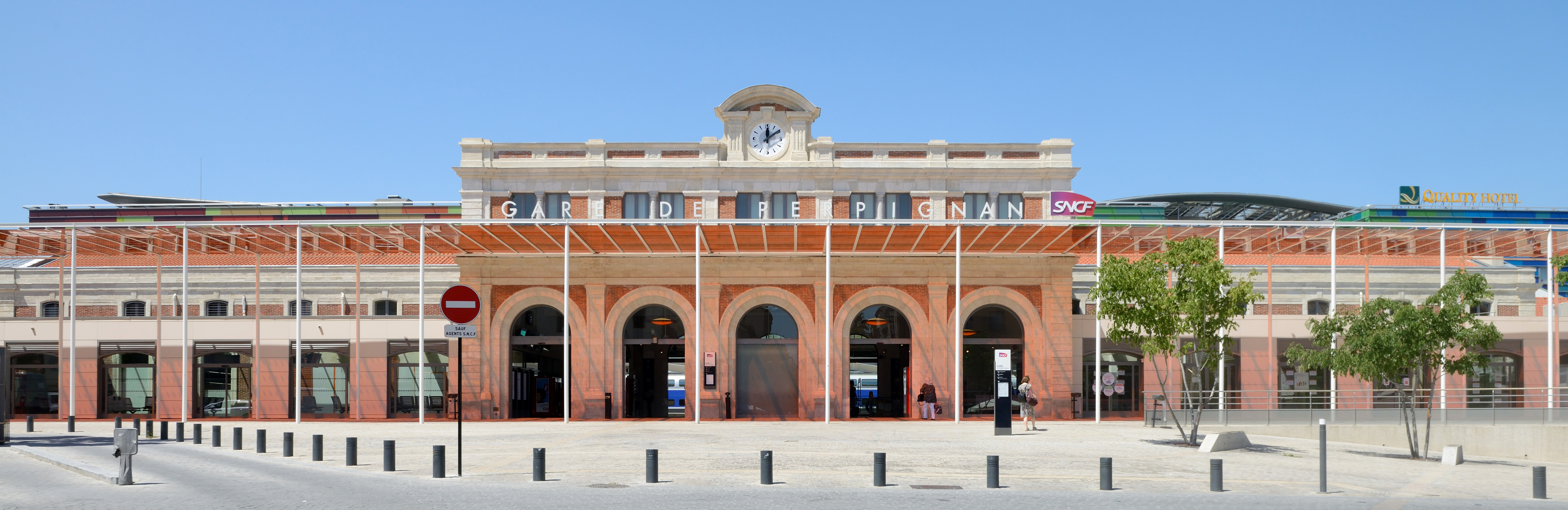
佩皮尼昂火车站

佩皮尼昂位于纳博讷－波尔沃铁路和佩皮尼昂－自由城-韦尔农莱班铁路的交汇处，佩皮尼昂－菲格雷斯高速铁路则于2010年建成通车。佩皮尼昂火车站位于市中心西部，该站每天开行前往巴黎的高速列车，同时开行前往里昂、马赛、巴塞罗那、马德里等地的高速列车以及前往图卢兹、阿维尼翁、塞尔贝尔等地的区域列车，是法国铁路系统A级车站。2017年12月以前，佩皮尼昂还开行直达自由城-韦尔内莱班站的区域列车，后因米亚斯列车事故而停运。2018年，佩皮尼昂站累计发送旅客数量达137万人次。

### 航空
佩皮尼昂-里沃萨尔特机场位于佩皮尼昂市区北部，距离市区大约5公里，2019年冬季开行前往巴黎、都柏林、沙勒鲁瓦、马拉喀什四个城市的常规航线。

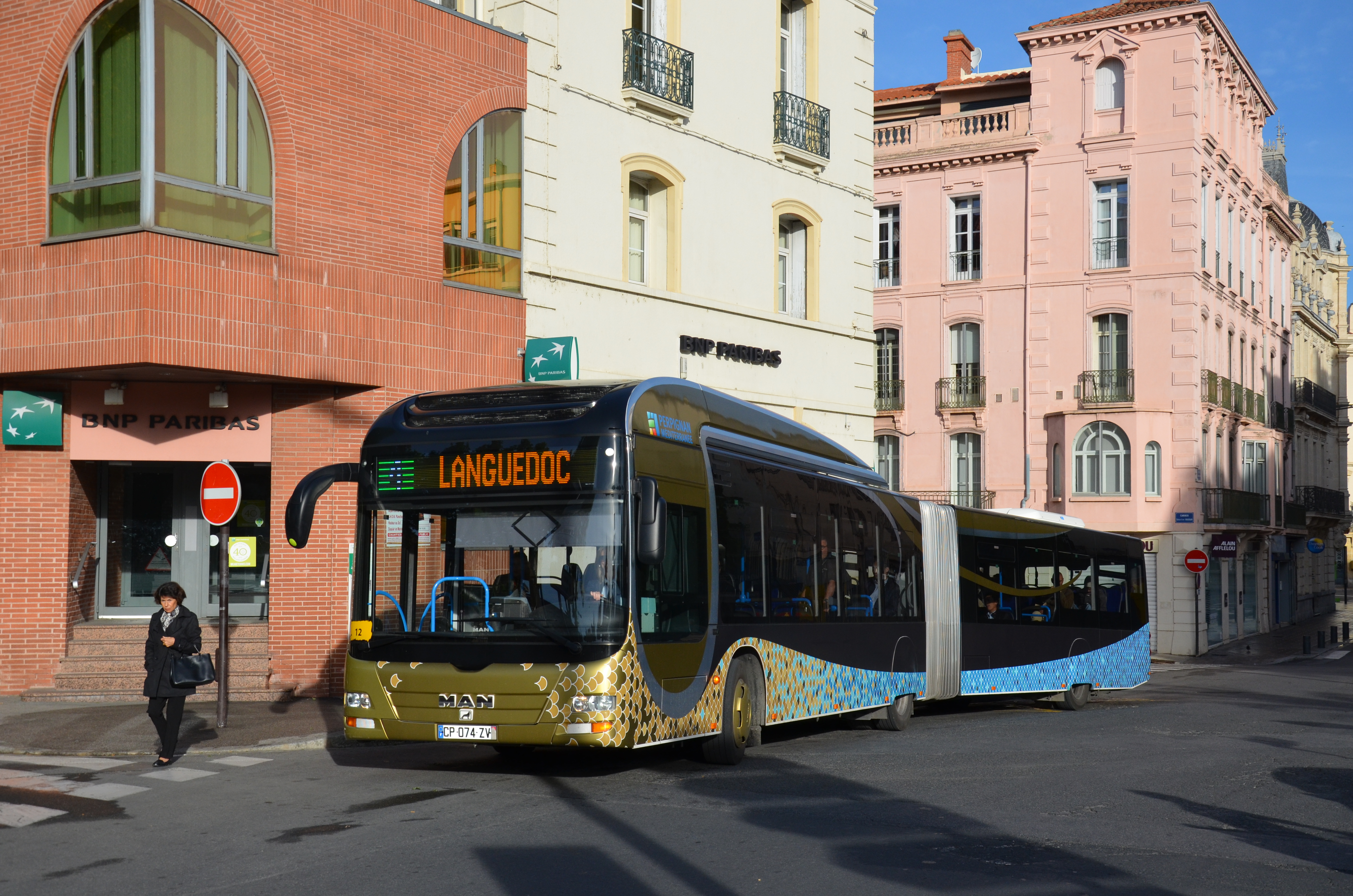
佩皮尼昂街头的一辆大容量公共汽车

### 城市公共交通
佩皮尼昂城市公共交通（商业名称为）由韦克塔利亚运营，下辖36条常规公交线路，同时提供定制公交服务，其线路网覆盖了佩皮尼昂地中海城市公共社区的所有市镇。2008至2017年间，佩皮尼昂市政府曾提供公共自行车服务。

## 政治

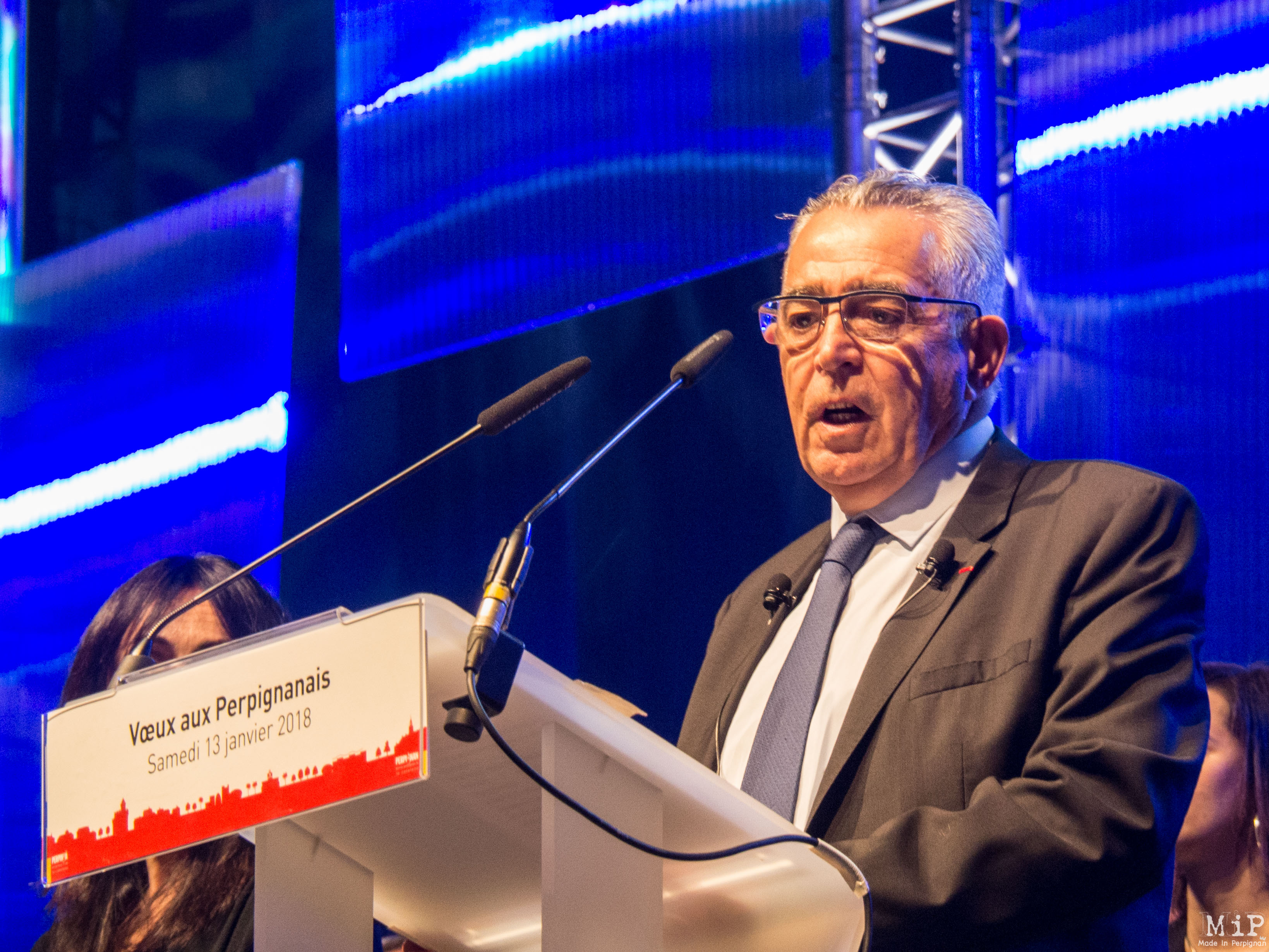
佩皮尼昂市长让-马克·皮若尔（2018年）

现任佩皮尼昂的现任市长为路易·阿利奥，为国民联盟的一名成员，他在2020年的市政选举中获得了53.09%的支持率。
| 佩皮尼昂历届市长 |                   |                                       |
| 任期             | 市长              | 党派                                  |
| 1944年－1949年   | 费利克斯·梅卡代   | SFIO工人国际法国支部                  |
| 1949年－1959年   | 费利克斯·德帕尔东 | SFIO工人国际法国支部                  |
| 1959年－1993年   | 保罗·阿尔迪       | SFIO工人国际法国支部 →UDF法国民主联盟 |
| 1993年－2009年   | 让-保罗·阿尔迪    | UDF法国民主联盟 →UMP人民运动联盟      |
| 2009年－2020年   | 让-马克·皮若尔    | UMP人民运动联盟 →LR共和黨             |
| 2020年－         | 路易·阿利奥       | RN国民联盟                            |

2017年的法国总统大选中，法国极右翼领袖玛丽娜·勒庞在第一轮选举中获得25.86%的支持率，居所有候选人首位，而现任法国总统埃马纽埃尔·马克龙则在第二轮选举中获得了59.71%的支持率并胜出。
在2020年佩皮尼昂市政选举当中，国民联盟成员路易·阿利奥在第一轮选举中获得35.65%的支持率，居所有候选人首位。

## 人口
2017年，佩皮尼昂市镇人口数量为120,158，在法国排名第30位。其中男性56,286人，女性63,872人，75岁及以上人口占9.9%，外籍人口数量为33,212人，人口密度为1,765人/平方公里，当地居民被称为（男性）或（女性）。2018年，佩皮尼昂境内出生1,550人，死亡人口1,440人。
| 年份   | 1936   | 1946   | 1954   | 1962   | 1968    | 1975    | 1982    | 1990    | 1999    | 2006    | 2011    | 2016    | 2018    |
| ------ | ------ | ------ | ------ | ------ | ------- | ------- | ------- | ------- | ------- | ------- | ------- | ------- | ------- |
| 人口數 | 72,207 | 74,984 | 70,051 | 83,025 | 102,191 | 106,426 | 111,669 | 105,983 | 105,115 | 115,326 | 118,238 | 121,875 | 119,188 |

## 经济

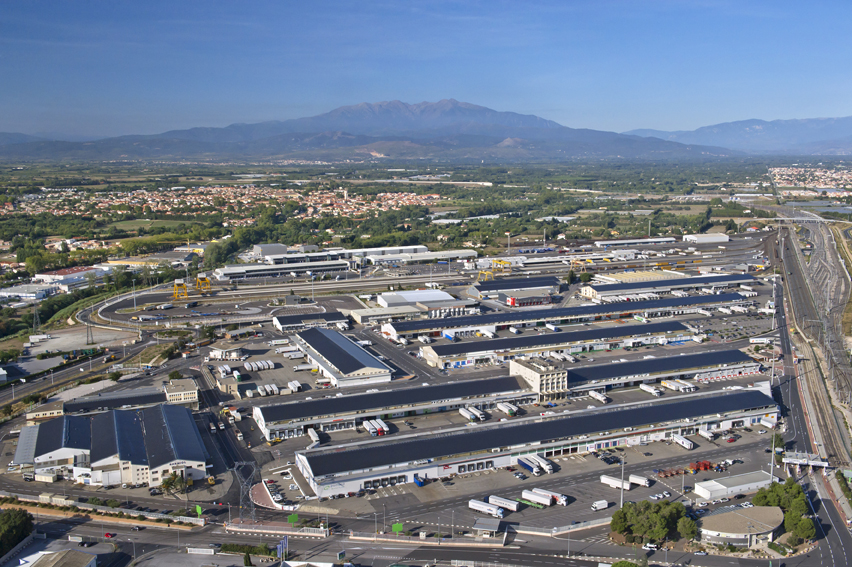
佩皮尼昂圣夏尔国际工业园区

佩皮尼昂是一个区域性的工商业中心，佩皮尼昂-东比利牛斯工商会所在地，食品加工和旅游是当地主要的经济支柱。当地共有各类用人单位23,837家，平均历史为16年，其中97.89%为中小型企业（PME）。（副食品销售）、（巧克力制品生产）及（渔业销售）是当地2019年营业额最高的三个企业，分别为628,565,060欧元、414,226,380欧元和233,959,685欧元。

## 财政收入
2018年，佩皮尼昂的财政收入总额为183,905,000欧元，财政支出总额为157,068,000欧元，当年的债务总额为225,051,000欧元。
2015年，佩皮尼昂的人均收入总额为2,351欧元，其中高职人员为3,953欧元，普通职员为1,793欧元。
2017年，佩皮尼昂境内的青壮年（15至64岁）失业率为25.5%，当地30.7%的家庭拥有纳税资格。

## 社会事务

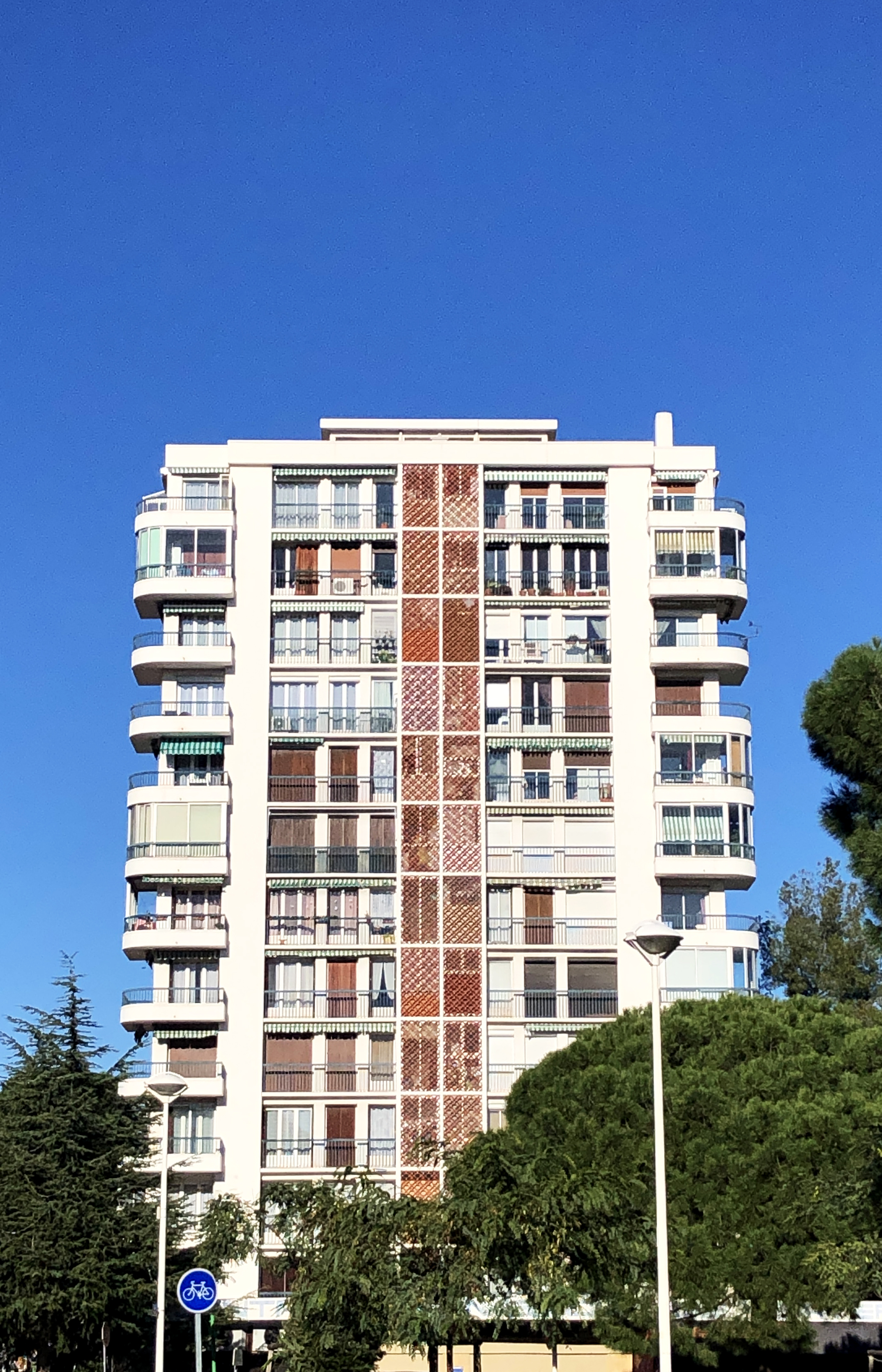
佩皮尼昂的一处高层住宅楼

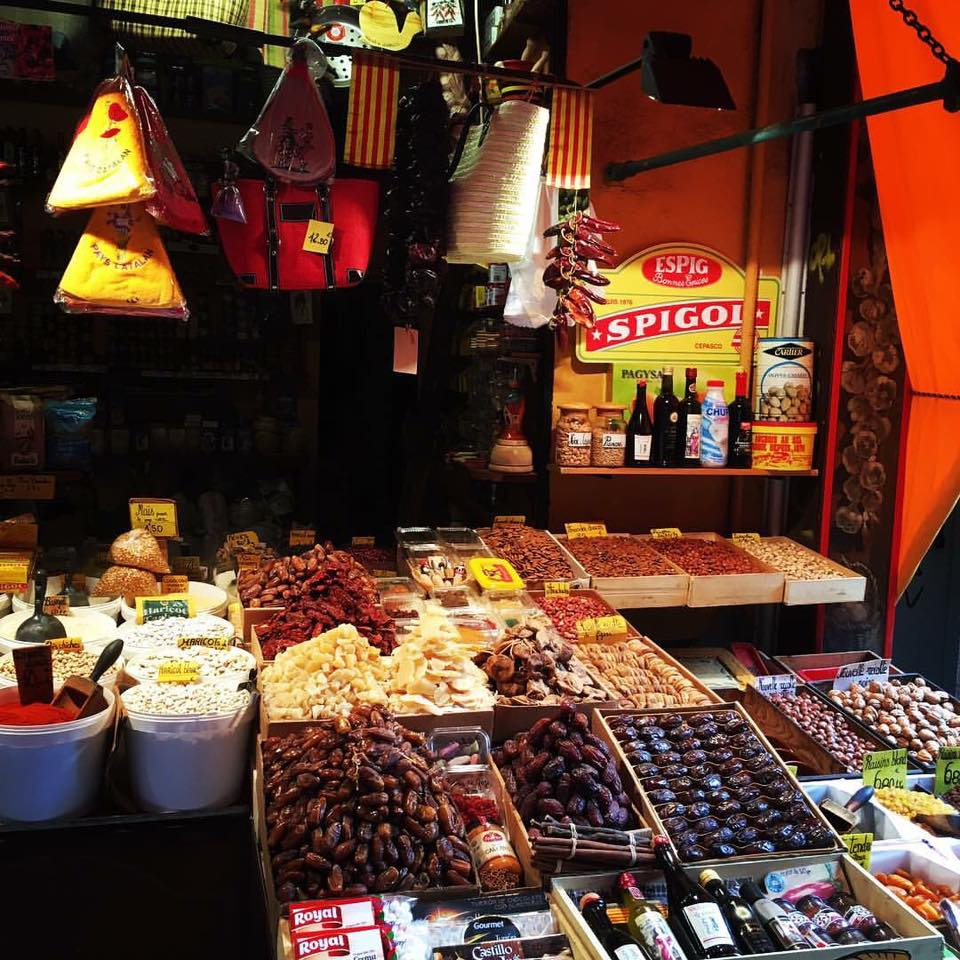
地方集市

### 教育
佩皮尼昂属于蒙彼利埃学区。截止2017年1月1日，佩皮尼昂境内共有29所幼儿园、36所小学、13所初级中学、8所普通高中和3所职业高中。2018至2019学年度，佩皮尼昂境内共有学生16,227名。
在高等教育方面，佩皮尼昂大学成立于1979年，是法国的一所公立综合性大学，总部位于佩皮尼昂，在卡尔卡松、纳博讷、芒德等地设有分校。

### 医疗
截止2017年1月1日，佩皮尼昂境内共有全科医生178名、保健师170名、牙医95名、护士348名、耳科医生8名、眼科医生23名、皮肤科医生9名、助产士18名、儿科医生9名和妇科医生20名。境内共有药房59家，养老院12家，残疾人帮扶中心1家。
佩皮尼昂中心医院是法国的一个区域性医疗机构，其主病区位于佩皮尼昂市区北部，其前身为中世纪鲁西永伯爵设立的神学院，现为当地规模最大的综合性医疗中心，设有床位863个。

### 住房
2017年，佩皮尼昂境内共有各类住房72,358套，其中26.7%为独立式居民区，72.7%为集中式居民区。常住房屋占佩皮尼昂市镇范围内居民建筑总量的81.3%。

### 商业
2018年，佩皮尼昂境内共有各类实体商铺4,370家，其中餐厅759家、大型超市43家、杂货店111家、面包房113家、肉铺45家、书店44家、装饰品店26家、银行门店74家、美容美发店240家、汽车维修店234家。市区北部建有大型开放式商业街区。

### 体育
2019年，佩皮尼昂境内共有4家游泳池、12间体育馆、7座综合体育场、22处网球场、3处马术场、16处足球或橄榄球场以及19处篮球或排球场。
卡内鲁西永足球俱乐部成立于2014年，其前身为佩皮尼昂足球俱乐部，2020至2021赛季参加法國全國乙組聯賽（法丁），其主场为可容纳3,400名观众的圣米歇尔球场，位于佩皮尼昂以东的鲁西永地区卡内境内。除此之外，截至2021年3月，佩皮尼昂境内还有10支注册足球俱乐部。

### 环境
佩皮尼昂地区的环境事务由佩皮尼昂地中海城市公共社区负责管理。2015年，佩皮尼昂境内共6家污染企业，当年的二氧化氮浓度为33.7µg/m³、臭氧浓度为62µg/m³、悬浮颗粒物（PM10）17.5µg/m³，水体坤化物平均值1.7µg/L，硝酸盐平均值16.5 mg/L。

### 治安
佩皮尼昂市区内共有5个派出所、1个国家宪兵队和1个消防站。
2014年，佩皮尼昂及附近地区共发生各类案件10,384起，其中盗窃类案件6,170起，经济类案件789起，毒品交易类案件623起。

## 文化
2017年，佩皮尼昂境内共有1个剧场、2个电影院、5个博物馆和1个音乐厅。

### 旅游
佩皮尼昂是法国艺术与历史之城，马约卡王宫、卡斯蒂耶、圣让-巴斯蒂德大教堂是为当地的代表性建筑物。

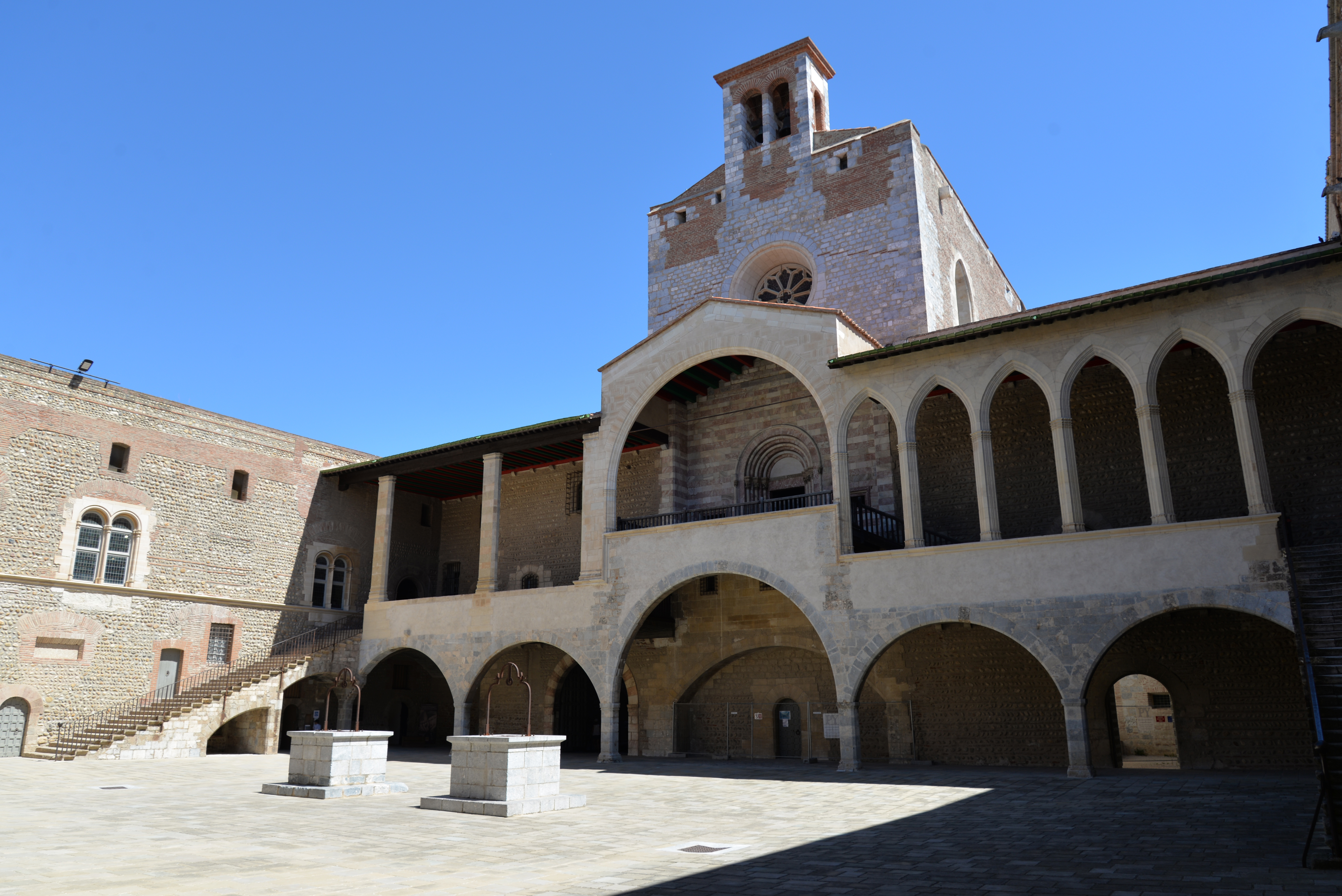
马约卡王宫
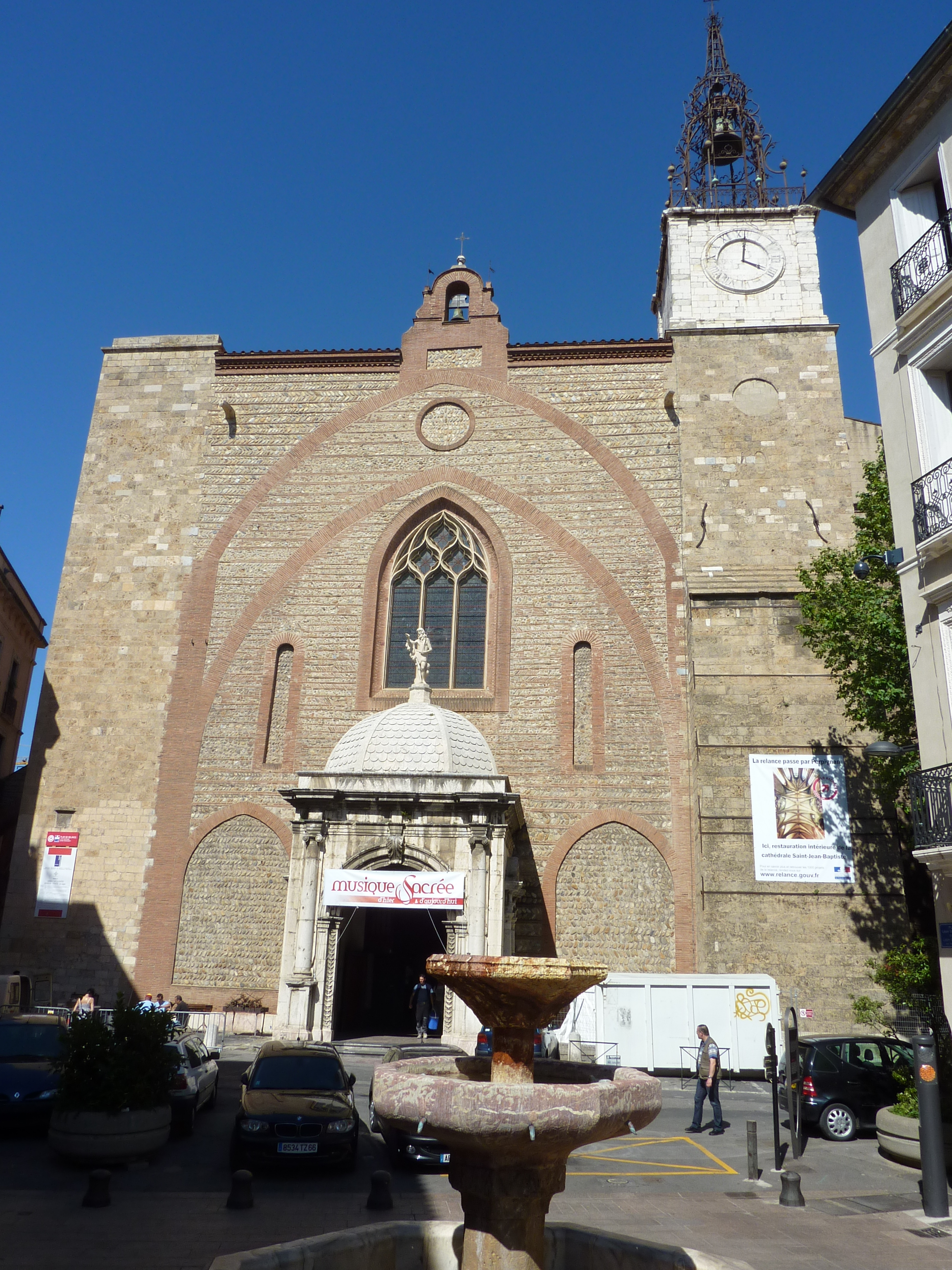
圣让-巴斯蒂德大教堂
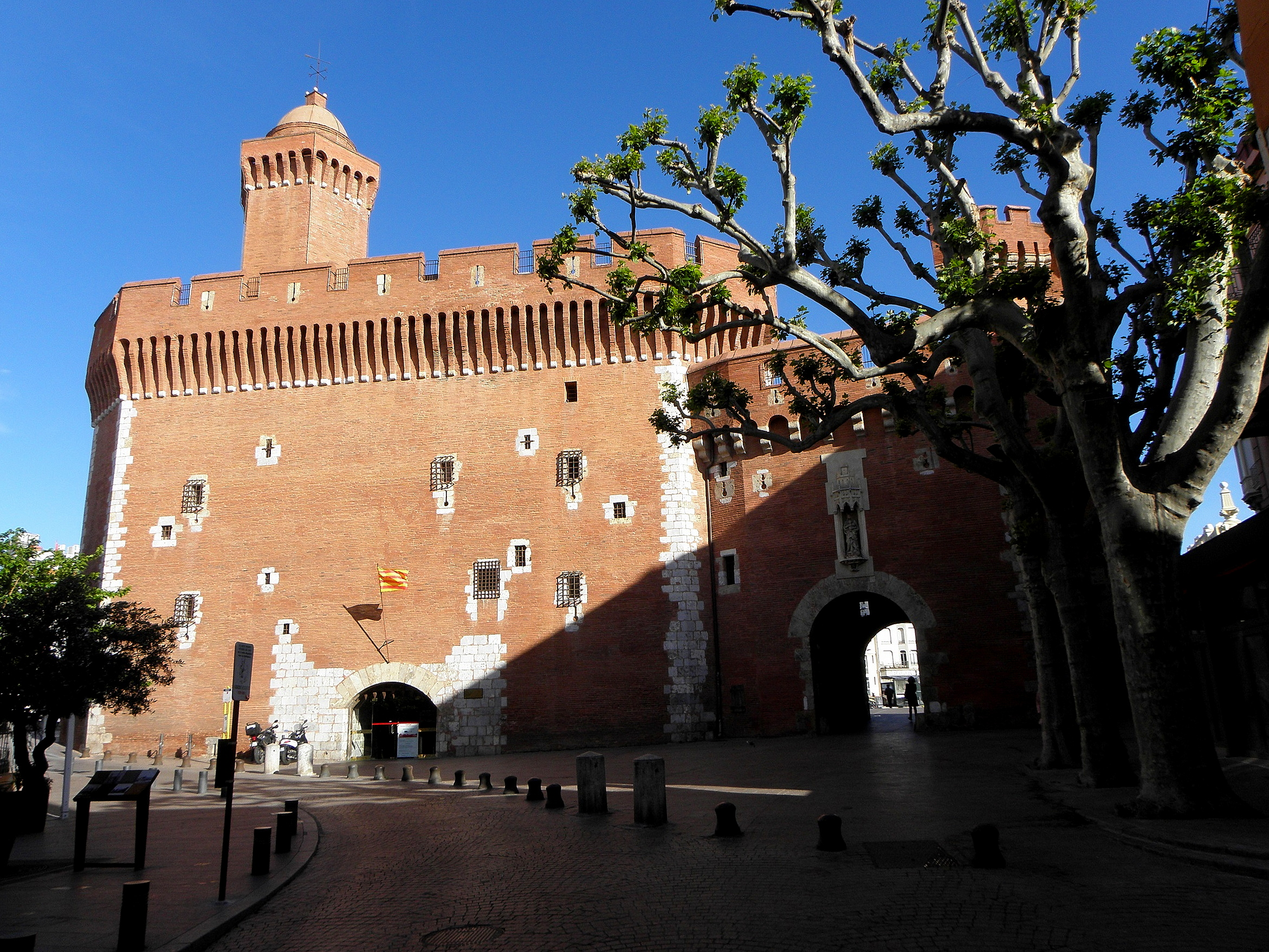
卡斯蒂耶
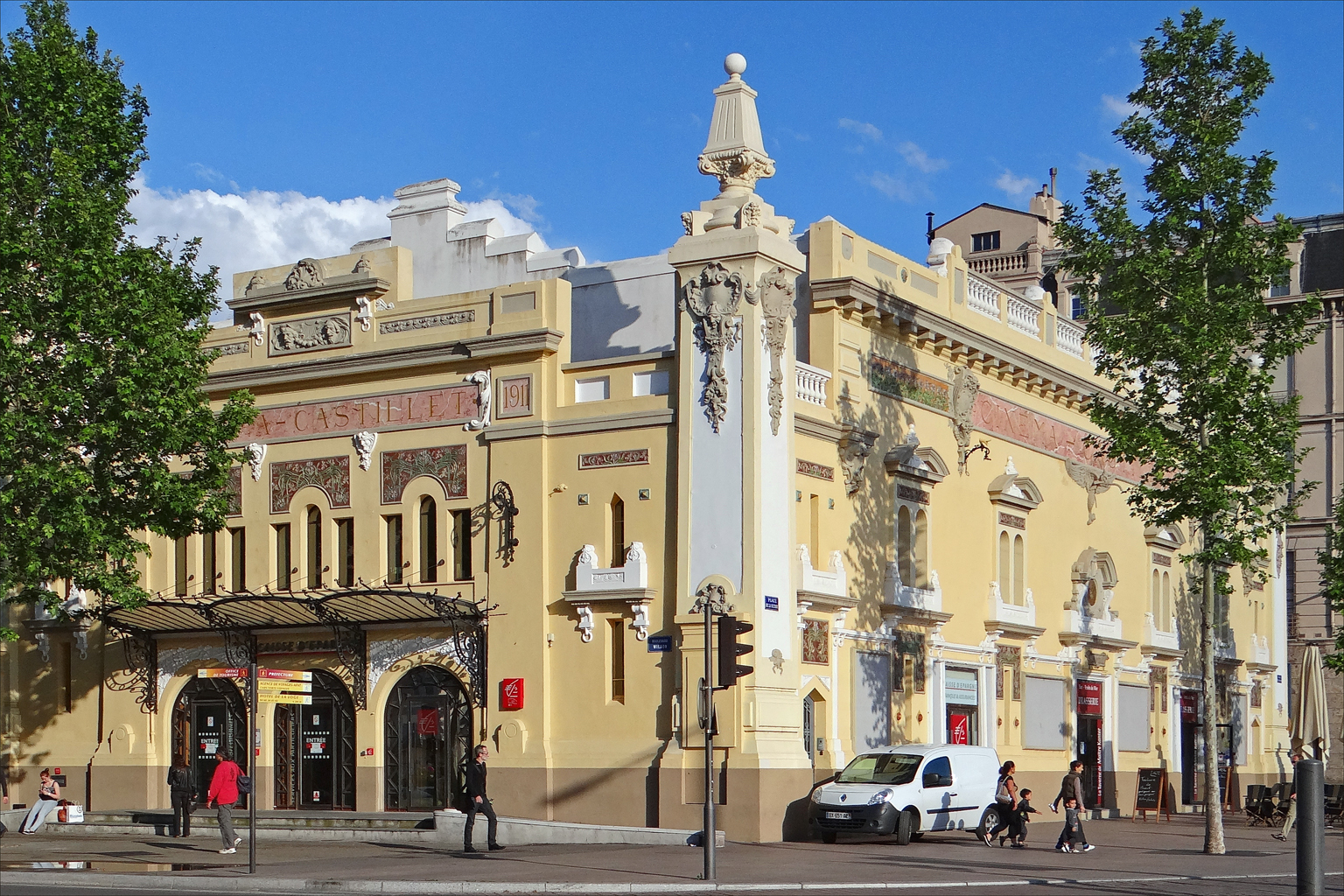
卡斯蒂耶电影院
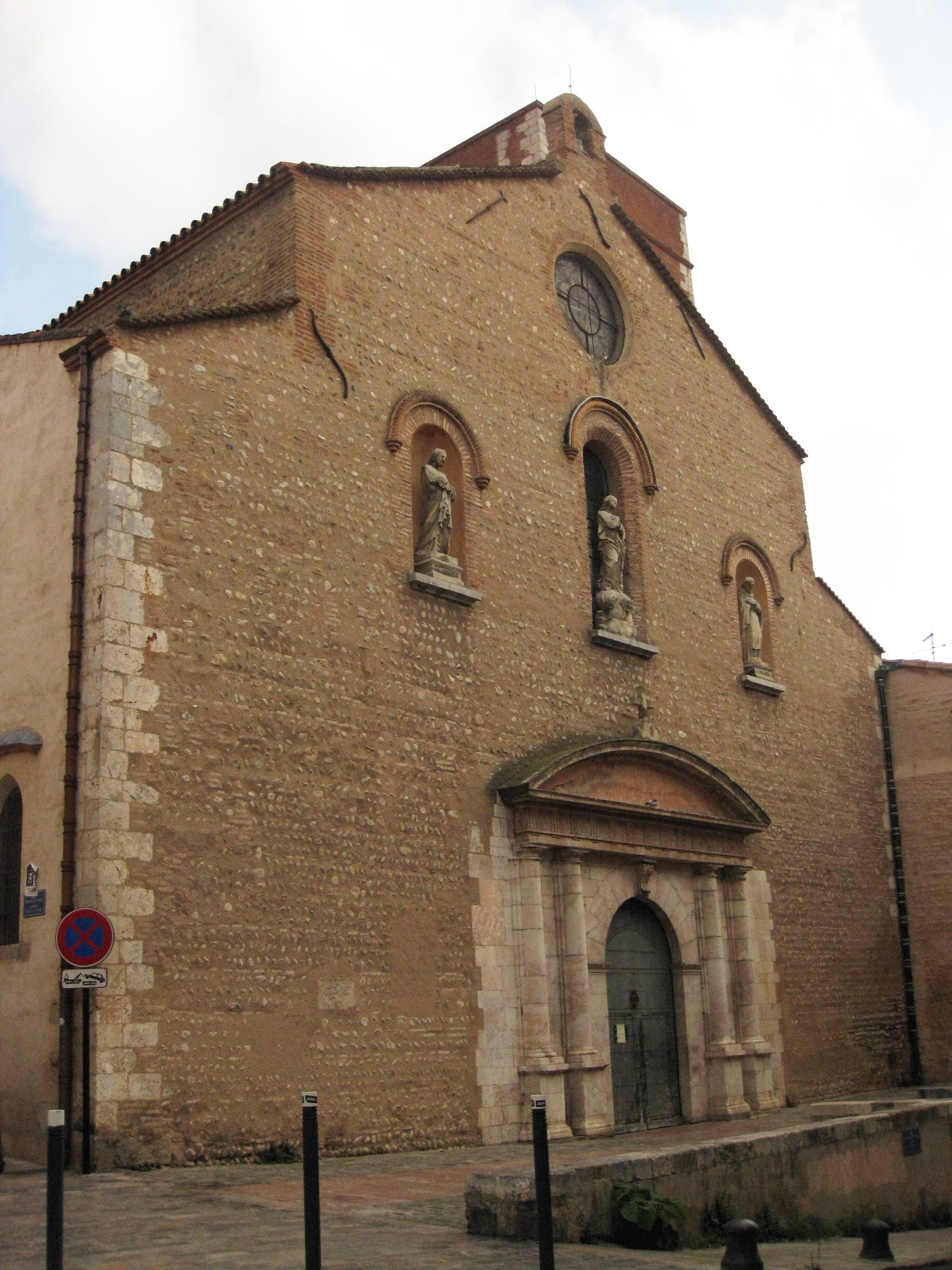
皇家圣母教堂（法语：Église de la Réal）
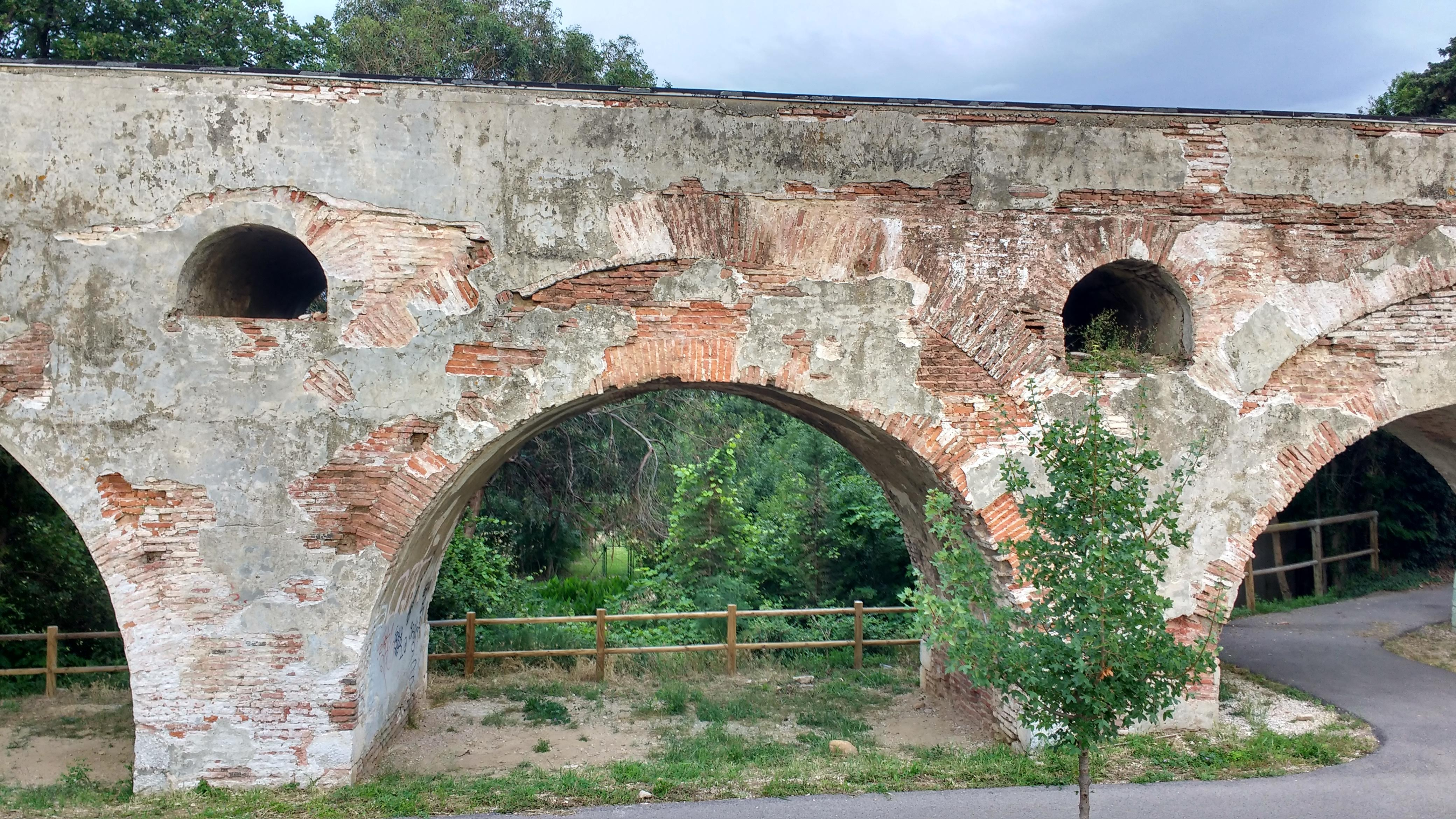
廊道引水渠（法语：Aqueduc des Arcades）

佩皮尼昂的旅游事务由其所属的公共社区负责。2018年，佩皮尼昂境内共有37个宾馆共计1,630家房间，另有1个露营地，可容纳共94辆露营车。

### 媒体
法国主要的媒体均可在佩皮尼昂接收，法国电视三台下属的奥克西塔尼大区频道在部分时段播出佩皮尼昂所属区域的地方新闻。《东比利牛斯省独立报》是当地的省级报刊，创建于1846年，总部设于佩皮尼昂。

## 相关人物
法国画家亚森特·里戈、政治家艾蒂安·阿拉戈、地理学家路易·鲁斯莱、地质学家夏尔·德佩雷、文学家罗贝尔·布拉西亚克、女作家多米尼克·博纳、足球运动员让-达尼埃尔·帕多巴尼和冬季两项运动员西蒙·佛卡德出生于佩皮尼昂。

## 友好城市
| - 德国 汉诺威 - 英国 兰开斯特 - 美国 莱克查尔斯 | - 黎巴嫩 泰尔 - 美国 萨拉索塔 - 阿尔及利亚 穆斯塔加奈姆 |